# Angelou
Angelou, pseudonimo di Andželika Petrauskaitė (Klaipėda, ...), è una cantante lituana.

## Biografia
Angelou, che ha incominciato a farsi conoscere con gli EP Vision A (2017) e All in Good Time (2019), ha ottenuto la sua prima nomination ai Muzikos asociacijos metų apdovanojimai nella categoria urban.
È salita alla ribalta con l'album in studio d'esordio Fazė (2021), che ha debuttato direttamente nella top ten della Albumų Top 100 e che ha superato la soglia delle 4 000 unità equivalenti, venendo certificato platino dalla AGATA. Lo stesso le ha fatto guadagnare due candidature ai M.A.M.A., uno per il riconoscimento alla svolta dell'anno e l'altro per l'interprete/gruppo pop progressivo dell'anno.
Nel maggio 2025 è ritornata sulle scene musicali col secondo disco Rodeo, che si è spinto fino al podio della graduatoria nazionale e che ha piazzato l'estratto Medus nella top ten della hit parade simultaneamente.

## Discografia

### Album in studio
- 2021 – Fazė
- 2025 – Rodeo

### EP
- 2017 – Vision A
- 2019 – All in Good Time

### Singoli
- 2017 – Rock the Boat
- 2017 – Hush
- 2018 – Antidote
- 2019 – No Rivals
- 2019 – 24sek (con Free Finga)
- 2020 – Nobody Better
- 2020 – A lyga
- 2021 – Opia
- 2021 – Kosminiai greičiai
- 2022 – Šalia (con Keanu Blunt)
- 2023 – Saulė (solo o con OG Version)
- 2023 – Galima (con i Gintariniai Laikai)
- 2023 – Fortūna
- 2024 – Patikimiausias
- 2025 – Medus